# Einstein (unité de mesure)

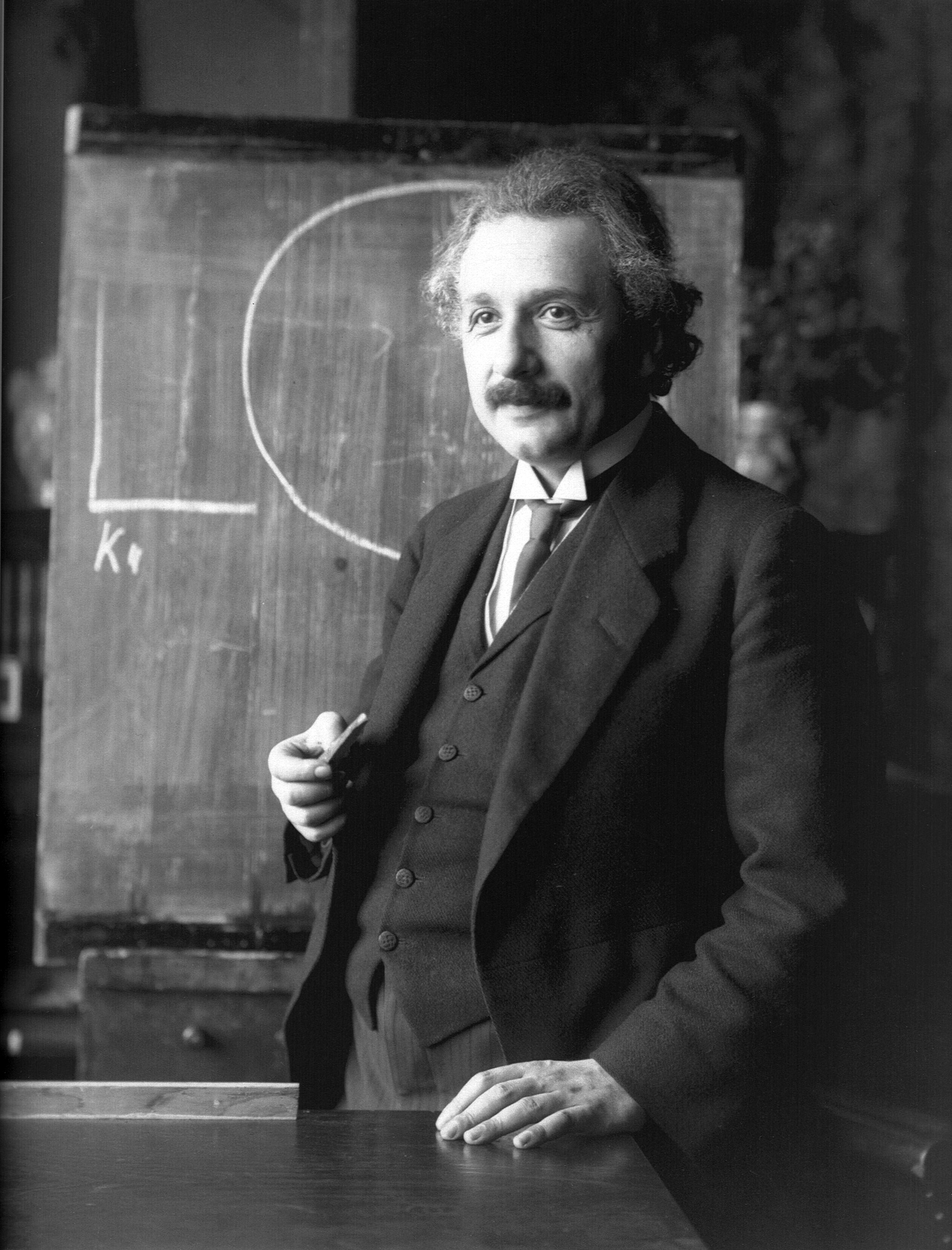
Albert Einstein lors d'une conférence à Vienne en 1921.

Pour les articles homonymes, voir Einstein (homonymie).
L'einstein est une unité de mesure en photochimie correspondant à l'énergie lumineuse absorbée par une mole de réactif. Son symbole est E. Elle est nommée en hommage au physicien Albert Einstein.
Sa valeur énergétique correspondra donc à {\displaystyle N\cdot h\cdot \nu }
- {\displaystyle N} : Nombre d'Avogadro.
- {\displaystyle h} : Constante de Planck.
- {\displaystyle \nu } : Fréquence du rayonnement incident.

Mesure du nombre de photons par unité de surface et par unité de temps :
{\displaystyle \mu E\cdot m^{-2}\cdot s^{-1}={\frac {P[mW]}{S[mm^{2}]}}\times 1000\times {\frac {\lambda [nm]}{120}}}
Comme il s'agit d'un nombre de photons, il n'y a pas de largeur de bande pour les longueurs d'onde, celui-ci ne dépend que de l'énergie des photons considérés.